# Joseph Dietrich (chercheur)
Pour les articles homonymes, voir Dietrich.
Joseph Dietrich est un ancien chercheur au Centre national de la recherche scientifique, né le 22 août 1922 à Wickerschwihr et mort le 17 avril 2017 à Colmar. Docteur en science et Abbé, il a été l'un des premiers Alsaciens incorporés de force dans la Wehrmacht lors de la Seconde Guerre mondiale.

## Jeunesse et incorporation de force
Issu d'une famille d'agriculteurs, il fit des études secondaires au collège épiscopal de Zillisheim de 1934 à 1940. C'est lors de l'annexion de l'Alsace en 1940 qu'il souhaite rejoindre la France non occupée et poursuivre ses études de théologie. Mais l'opposition de ses parents le contraint à commencer ses études à l’Université de Fribourg-en-Brisgau (Allemagne). Durant l'hiver 1941, il est appelé au Reichsarbeitsdienst pendant six mois.
À la suite du décret du 25 aout 1942 du Gauleiter Robert Wagner incorporant de force les Alsaciens et Mosellans dans l'armée allemande, Joseph Dietrich, âgé de vingt ans, est un des premiers Alsaciens à devoir se rendre devant le conseil de révision allemand pour décider de son affectation. Cependant, il réussit, avec l'aide d'un médecin patriote, à retarder de justesse son incorporation en effectuant une opération médicale du nez, et cela en évitant également d'éventuelles représailles envers sa famille.

## Engagement sur le Front de l'Est
Le 27 juillet 1943, il est finalement envoyé en caserne à Ostrolenka, en Pologne. En effectuant diverses formations et simulant plusieurs maladies, il réussit à reculer son engagement sur le Front de l'Est, réputé pour ses conditions de survie extrême. C'est en mai 1944, où il est incorporé dans la 1re division d’infanterie, unité d’élite, en tant que radio-téléphoniste à cheval et géomètre. Il combat en Ukraine et à partir de septembre 1944, en Prusse, à Eylau, Königsberg. 
Son unité subissant de lourdes pertes et la confusion régnant dans l'armée allemande, il tente une première désertion qui s'avère être un échec et échappe de peu à la pendaison, probablement grâce à son précédent acte de bravoure devant les lignes du front russe, ayant permis de sauver la vie d'un camarade blessé. Par la suite, il réussit finalement à déserter et se rendre aux soldats russes grâce à son statut de Français. Durant les cinq mois de captivité dans un camp de prisonniers allemands, par un ensemble de circonstances, il se voit confier la mission de dessinateur de propagande communiste. Un rôle qui lui permettra de mieux faire reconnaitre les Alsaciens comme Français et ainsi accélérer leur libération,.

## Retour en France et début de carrière
C'est en date du 1er octobre 1945 que Joseph Dietrich revient dans son village natal et retrouve ses parents et son frère Roger, également incorporé de force à l'âge de 16 ans en province de Prusse-Orientale. Son deuxième frère, Constant, perdra la vie sur le front russe.
Il entre au séminaire à Strasbourg à l'âge de 23 ans, où il est ordonné, en tant qu'abbé en 1948. Il célèbre sa première messe dans l’église provisoire de son village de Wickerschwihr. Il effectue une licence d'enseignement et devient professeur au Collège de Zillisheim. Obtenant un Doctorat en science, il poursuit sa carrière au CNRS et mène ses travaux, notamment sur la biologie cellulaire. Il prend sa retraite en 1987.

## Activités et nominations
Après sa retraite, il continue ses activités scientifiques lors de conférences et séminaires. Il a été, notamment, vice-président de l'Académie des Sciences, Lettres et Arts d'Alsace. Il continue également à témoigner sur la situation des Malgré-nous lors de la Seconde Guerre mondiale. Il fait partie d'ailleurs des co-signataires de la lettre ouverte adressée à Jean-Yves Le Drian, Ministre de la Défense, à propos du documentaire controversé « Das Reich » diffusé sur France 3, le 2 mars 2015,.
Il fait son entrée dans l’ordre de la Légion d’honneur, au grade de Chevalier, à l’occasion de la promotion civile du 1er janvier 2017,,.